# ダリアン暦
ダリアン暦(ダリアンれき、Darian Calendar)とは、火星の暦法の一種。1985年にトーマス・ガンゲール (Thomas Gangale) によって提唱された。

## 概要
火星の平均太陽日である24時39分35.244秒を1ソルとする。春分回帰年が668.5907ソルである為、1火星年を668ソル（平年）または669ソル（閏年）とし、 24の火星月に分ける。
ダリアン暦にも七曜制があるが、地球のそれとは違って各月の初日にリセットされ、毎月日曜日（に相当する日）より始まる（後述）。

## 火星月
平年を基準として特徴を述べると、6の倍数の月、すなわち、6・12・18・24月は27日であり、その他の月は常に28日である。
|              | 第1月       | 第2月   | 第3月       | 第4月  | 第5月    | 第6月          |
| ------------ | ----------- | ------- | ----------- | ------ | -------- | -------------- |
| 月名         | Sagittarius | Dhanus  | Capricornus | Makara | Aquarius | Kumbha         |
| 日数（不変） | 28日        | 28日    | 28日        | 28日   | 28日     | 27日           |
|              | 第7月       | 第8月   | 第9月       | 第10月 | 第11月   | 第12月         |
| 月名         | Pisces      | Mina    | Aries       | Mesha  | Taurus   | Rishabha       |
| 日数（不変） | 28日        | 28日    | 28日        | 28日   | 28日     | 27日           |
|              | 第13月      | 第14月  | 第15月      | 第16月 | 第17月   | 第18月         |
| 月名         | Gemini      | Mithuna | Cancer      | Karka  | Leo      | Simha          |
| 日数（不変） | 28日        | 28日    | 28日        | 28日   | 28日     | 27日           |
|              | 第19月      | 第20月  | 第21月      | 第22月 | 第23月   | 第24月         |
| 月名         | Virgo       | Kanya   | Libra       | Tula   | Scorpius | Vrishika       |
| 日数（平年） | 28日        | 28日    | 28日        | 28日   | 28日     | 27日           |
| 日数（閏年） | 28日        | 28日    | 28日        | 28日   | 28日     | 28日（閏日分） |

## 七曜
曜日名はラテン語に由来する。
| 曜日名（日本語） | 曜日名（ラテン語） | 対応する日付        |
| ---------------- | ------------------ | ------------------- |
| 日曜日（相当）   | Sol Solis          | 毎月1・8・15・22日  |
| 月曜日（相当）   | Sol Lunae          | 毎月2・9・16・23日  |
| 火曜日（相当）   | Sol Martis         | 毎月3・10・17・24日 |
| 水曜日（相当）   | Sol Mercurii       | 毎月4・11・18・25日 |
| 木曜日（相当）   | Sol Jovis          | 毎月5・12・19・26日 |
| 金曜日（相当）   | Sol Veneris        | 毎月6・13・20・27日 |
| 土曜日（相当）   | Sol Saturni        | 毎月7・14・21・28日 |